# Martín Vizcarra
Martín Alberto Vizcarra Cornejo (Lima, 22 de março de 1963) é um engenheiro e político peruano, presidente do Peru entre 2018 e 2020. Vizcarra serviu anteriormente como governador da região de Moquegua (2011–2014), ministro dos Transportes e Comunicações do Peru (2016–2017) e embaixador do Peru no Canadá (2017–2018), com os dois últimos durante a presidência de Pedro Pablo Kuczynski.
Na eleição geral de 2016, Vizcarra concorreu com a chapa presidencial do Peru pelo partido Peruanos para a Mudança como candidato a primeiro-vice-presidente e como companheiro de chapa de Pedro Pablo Kuczynski. Tomou posse como presidente em 23 de março de 2018, após a renúncia do presidente Kuczynski.
Vizcarra nasceu na cidade de Lima em 1963, graduou-se em engenharia pela Universidade Nacional de Engenharia. De 2011 a 2014, foi o Governador da região de Moquegua. Em 25 de fevereiro de 2019, foi agraciado com o Grande-Colar da Ordem do Infante D. Henrique, no âmbito da sua visita de Estado a Portugal.
Em 10 de novembro de 2020, com base no artigo 113 da Constituição, o Congresso peruano votou pelo afastamento de Vizcarra da presidência do país alegando "incapacidade moral". Foi o segundo processo de impeachment de Vizcarra, similar ao que levou a renúncia de seu antecessor. Foi substituído pelo presidente do Congresso, Manuel Merino

## Início da vida e educação
Martín Vizcarra é filho dos moqueguanos César Vizcarra Vargas, militante do APRA, e Doris Cornejo, professora de educação primária. Seu pai foi prefeito de Moquegua e membro da Assembleia Constituinte de 1978. O casal teve que se mudar para Lima para o nascimento de Martín, que nasceu com uma complicação pulmonar que o colocou à beira da morte. Ele foi batizado com esse nome em homenagem ao santo e religioso peruano Martinho de Porres.
Ele estudou no colégio Juan XXIII e no Gran Unidad Escolar Simón Bolívar de Moquegua. Cursou seus estudos superiores na Universidade Nacional de Engenharia entre 1979 e 1984, tendo graduado-se engenheiro civil. Além disso, ele também possui um diploma em Administração na Escola de Administração de Empresas (ESAN).

## Processos de Impeachment
Em setembro de 2020, o Congresso abriu um processo de impeachment contra Vizcarra por "incapacidade moral", acusando-o de tráfico de influência depois que gravações de áudio foram divulgadas por um legislador da oposição, embora o processo não tenha recebido votos suficientes para destituí-lo do cargo.
Em outubro de 2020, os parlamentares do Congresso peruano apresentaram uma segunda moção para declarar Vizcarra "moralmente incompetente" e destituí-lo do cargo. Em 9 de novembro Vizcarra foi destituído.